# Pohlia longibracteata
Pohlia longibracteata là một loài Rêu trong họ Bryaceae. Loài này được Broth. miêu tả khoa học đầu tiên năm 1890.